# Az FC Bayern München 1973–1974-es szezonja
Az FC Bayern München 1973-1974-es szezonjában ért fel Európa csúcsára az első BEK győzelmével. A csapat vezetőedzője Udo Lattek. Az elnök továbbra is Wilhelm Neudecker, aki ezt a szerepet 1962 óta tölti be. A szezon során a csapat két trófeát nyert: bajnokit és BEK-et.

## Bundesliga
| 1973,08,11 15:30 CET | FC Bayern München                                  | 3—1    | Fortuna Düsseldorf | Olympiastadion Nézőszám: 45,000 Játékvezető: Heinz Quindeau |
| 1973,08,11 15:30 CET | Hoeneß 25' Zobel 81' Beckenbauer 90' Schwarzenbeck | Report | Seel 47' Brei      | Olympiastadion Nézőszám: 45,000 Játékvezető: Heinz Quindeau |

| 1973,08,18 15:30 CET | Fortuna Köln | 0—3    | FC Bayern München                      | Radrennbahn Nézőszám: 24,000 Játékvezető: Walter Horstmann |
| 1973,08,18 15:30 CET |              | Report | Breitner 32' Hoeneß 52' Dürnberger 81' | Radrennbahn Nézőszám: 24,000 Játékvezető: Walter Horstmann |

| 1973,08,22 20:00 CET | FC Bayern München | 2—0    | Rot-Weiß Essen | Olympiastadion Nézőszám: 35,000 Játékvezető: Jürgen Schumann |
| 1973,08,22 20:00 CET | Müller 60' (pen.) | Report |                | Olympiastadion Nézőszám: 35,000 Játékvezető: Jürgen Schumann |

| 1973,08,25 15:30 CET | Hertha Berlin             | 2—2    | FC Bayern München                              | Berlini Olympiastadion Nézőszám: 73,500 Játékvezető: Hans-Joachim Weyland |
| 1973,08,25 15:30 CET | Müller 26' Hermandung 61' | Report | Müller 66' Dürnberger 75' Gersdorff Kapellmann | Berlini Olympiastadion Nézőszám: 73,500 Játékvezető: Hans-Joachim Weyland |

| 1973,09,01 15:30 CET | FC Bayern München                      | 3—0    | Wuppertaler SV | Olympiastadion Nézőszám: 38,000 Játékvezető: Péter Gábor |
| 1973,09,01 15:30 CET | Breitner 53' Kapellmann 72' Hoeneß 88' | Report |                | Olympiastadion Nézőszám: 38,000 Játékvezető: Péter Gábor |

| 1973,09,12 15:30 CET | FC Schalke 04                            | 5—5    | FC Bayern München         | Parkstadion Nézőszám: 47,000 Játékvezető: Herbert Lutz |
| 1973,09,12 15:30 CET | Budde 11' Kremers 18' Kremers 41' (pen.) | Report | Müller 38' Dürnberger 64' | Parkstadion Nézőszám: 47,000 Játékvezető: Herbert Lutz |

| 1973,09,15 15:30 CET | FC Bayern München            | 2—2    | Werder Bremen         | Olympiastadion Nézőszám: 32,000 Játékvezető: Udo Zuchantke |
| 1973,09,15 15:30 CET | Schwarzenbeck 37' Müller 68' | Report | Røntved 22' Görts 48' | Olympiastadion Nézőszám: 32,000 Játékvezető: Udo Zuchantke |

| 1973,09,22 15:00 CET | Hannover 96                          | 3—1    | FC Bayern München   | Niedersachsenstadion Nézőszám: 60,000 Játékvezető: Hans Hillebrand |
| 1973,09,22 15:00 CET | Reimann 11' (pen.) Siemensmeyer Denz | Report | Roth 65' Zobel Rohr | Niedersachsenstadion Nézőszám: 60,000 Játékvezető: Hans Hillebrand |

| 1973,09,29 15:30 CET | FC Bayern München                  | 2—2    | Eintracht Frankfurt              | Olympiastadion Nézőszám: 74,000 Játékvezető: Gerd Siepe |
| 1973,09,29 15:30 CET | Dürnberger 31' Breitner Kapellmann | Report | Nickel 34' Hölzenbein 49' Weidle | Olympiastadion Nézőszám: 74,000 Játékvezető: Gerd Siepe |

| 1973,10,06 15:30 CET | 1. FC Köln                     | 4—3    | FC Bayern München                            | Radrennbahn Nézőszám: 28,000 Játékvezető: Jan Redelfs |
| 1973,10,06 15:30 CET | Overath 10' Flohe 36' Löhr 60' | Report | Schwarzenbeck 21' Hoeneß 34' Roth 80' Müller | Radrennbahn Nézőszám: 28,000 Játékvezető: Jan Redelfs |

| 1973,10,17 15:30 CET | FC Bayern München                              | 4—2    | MSV Duisburg         | Olympiastadion Nézőszám: 15,000 Játékvezető: Gert Meuser |
| 1973,10,17 15:30 CET | Schwarzenbeck 11' Müller 42' (pen.) Hoeneß 86' | Report | Wunder 22' Dietz 25' | Olympiastadion Nézőszám: 15,000 Játékvezető: Gert Meuser |

| 1973,10,20 15:30 CET | 1. FC Kaiserslautern                                 | 7—4    | FC Bayern München           | Betzenbergstadion Nézőszám: 35,000 Játékvezető: Horst Bonacker |
| 1973,10,20 15:30 CET | Pirrung 43' Toppmöller 58' Diehl 84' Laumen 87' Bitz | Report | Gersdorff 5' 76′ Müller 36' | Betzenbergstadion Nézőszám: 35,000 Játékvezető: Horst Bonacker |

| 1973,10,27 15:30 CET | FC Bayern München                     | 3—0    | VfB Stuttgart           | Olympiastadion Nézőszám: 38,000 Játékvezető: Kurt Tschenscher |
| 1973,10,27 15:30 CET | Hoffmann 6' Roth 45' Hoeneß 89' Zobel | Report | Handschuh Weidmann Zech | Olympiastadion Nézőszám: 38,000 Játékvezető: Kurt Tschenscher |

| 1973,11,03 15:30 CET | VfL Bochum              | 0—1    | FC Bayern München                 | Stadion an der Castroper Straße Nézőszám: 32,000 Játékvezető: Jan Redelfs |
| 1973,11,03 15:30 CET | Walitza Versen Tenhagen | Report | Hoeneß 20' Schwarzenbeck Hoffmann | Stadion an der Castroper Straße Nézőszám: 32,000 Játékvezető: Jan Redelfs |

| 1973,11,10 15:30 CET | FC Bayern München                       | 4—1    | Hamburger SV | Olympiastadion Nézőszám: 38,000 Játékvezető: Günter Linn |
| 1973,11,10 15:30 CET | Müller 32' Dürnberger 85' Schwarzenbeck | Report | Krause 14'   | Olympiastadion Nézőszám: 38,000 Játékvezető: Günter Linn |

| 1973,11,17 15:30 CET | Kickers Offenbach         | 2—2    | FC Bayern München        | Stadion am Bieberer Berg Nézőszám: 25,000 Játékvezető: Gerhard Schulenburg |
| 1973,11,17 15:30 CET | Ritschel 48' Kostedde 53' | Report | Roth 7' Hoeneß 90' Zobel | Stadion am Bieberer Berg Nézőszám: 25,000 Játékvezető: Gerhard Schulenburg |

| 1973,12,08 15:30 CET | FC Bayern München                       | 4—3    | Borussia Mönchengladbach        | Olympiastadion Nézőszám: 65,000 Játékvezető: Walter Engel |
| 1973,12,08 15:30 CET | Roth 4' Müller 20' Zobel 23' Hoeneß 64' | Report | Wimmer 6' Jensen 18' Bonhof 88' | Olympiastadion Nézőszám: 65,000 Játékvezető: Walter Engel |

| 1974,01,05 15:30 CET | Fortuna Düsseldorf             | 4—2    | FC Bayern München    | Rheinstadion Nézőszám: 62,000 Játékvezető: Walter Horstmann |
| 1974,01,05 15:30 CET | Geye 36' Köhnen 55' Herzog 89' | Report | Hoeneß 17' Zobel 80' | Rheinstadion Nézőszám: 62,000 Játékvezető: Walter Horstmann |

| 1974,01,12 15:30 CET | FC Bayern München                          | 5—1    | Fortuna Köln  | Olympiastadion Nézőszám: 18,000 Játékvezető: Wolfgang Dittmer |
| 1974,01,12 15:30 CET | Müller 4' Schwarzenbeck 32' Dürnberger 47' | Report | Kucharski 17' | Olympiastadion Nézőszám: 18,000 Játékvezető: Wolfgang Dittmer |

| 1974,01,19 15:30 CET | Rot-Weiß Essen | 0—1    | FC Bayern München | Georg-Melches-Stadion Nézőszám: 28,000 Játékvezető: Herbert Kollmann |
| 1974,01,19 15:30 CET |                | Report | Torstensson 68'   | Georg-Melches-Stadion Nézőszám: 28,000 Játékvezető: Herbert Kollmann |

| 1974,01,26 15:30 CET | FC Bayern München                         | 3—1    | Hertha Berlin  | Olympiastadion Nézőszám: 20,000 Játékvezető: Hans Hillebrand |
| 1974,01,26 15:30 CET | Beckenbauer 36' Dürnberger 48' Müller 66' | Report | Hermandung 69' | Olympiastadion Nézőszám: 20,000 Játékvezető: Hans Hillebrand |

| 1974,02,02 15:30 CET | Wuppertaler SV          | 1—4    | FC Bayern München                       | Stadion am Zoo Nézőszám: 28,000 Játékvezető: Volker Roth |
| 1974,02,02 15:30 CET | Kohle 17' (pen.) Stöckl | Report | Hoeneß 32' Breitner 53' Roth 83' Müller | Stadion am Zoo Nézőszám: 28,000 Játékvezető: Volker Roth |

| 1974,02,09 15:30 CET | FC Bayern München              | 5—1    | FC Schalke 04       | Olympiastadion Nézőszám: 68,000 Játékvezető: Klaus Ohmsen |
| 1974,02,09 15:30 CET | Hoeneß 31' Müller 34' Roth 81' | Report | Kremers 90' Kremers | Olympiastadion Nézőszám: 68,000 Játékvezető: Klaus Ohmsen |

| 1974,03,02 15:30 CET | Werder Bremen | 1—1    | FC Bayern München        | Weserstadion Nézőszám: 30,000 Játékvezető: Paul Kindervater |
| 1974,03,02 15:30 CET | Bracht 30'    | Report | Hoeneß 74' Schwarzenbeck | Weserstadion Nézőszám: 30,000 Játékvezető: Paul Kindervater |

| 1974,03,09 15:30 CET | FC Bayern München                                             | 5—1    | Hannover 96              | Olympiastadion Nézőszám: 12,000 Játékvezető: Günter Linn |
| 1974,03,09 15:30 CET | Breitner 12' Beckenbauer 56' Müller 75' Hansen 76' Hoeneß 77' | Report | Reimann 74' Herbeck Denz | Olympiastadion Nézőszám: 12,000 Játékvezető: Günter Linn |

| 1974,03,16 15:30 CET | Eintracht Frankfurt  | 1—1    | FC Bayern München | Waldstadion Nézőszám: 62,000 Játékvezető: Hans-Joachim Weyland |
| 1974,03,16 15:30 CET | Grabowski 18' (pen.) | Report | Müller 79'        | Waldstadion Nézőszám: 62,000 Játékvezető: Hans-Joachim Weyland |

| 1974,03,23 15:30 CET | FC Bayern München                                         | 4—1    | 1. FC Köln     | Olympiastadion Nézőszám: 55,000 Játékvezető: Ferdinand Biwersi |
| 1974,03,23 15:30 CET | Müller 6' Hoffmann 29' Breitner 56' (pen.) Kapellmann 78' | Report | Flohe 13' Hein | Olympiastadion Nézőszám: 55,000 Játékvezető: Ferdinand Biwersi |

| 1974,03,30 15:30 CET | MSV Duisburg | 0—4    | FC Bayern München                                       | Wedaustadion Nézőszám: 34,000 Játékvezető: Walter Engel |
| 1974,03,30 15:30 CET |              | Report | Beckenbauer 22' Müller 59' Hoeneß 65' Schwarzenbeck 84' | Wedaustadion Nézőszám: 34,000 Játékvezető: Walter Engel |

| 1974,04,06 15:30 CET | FC Bayern München      | 1—1    | 1. FC Kaiserslautern | Olympiastadion Nézőszám: 35,000 Játékvezető: Klaus Overberg |
| 1974,04,06 15:30 CET | Schwarzenbeck 74' Roth | Report | Sandberg 58'         | Olympiastadion Nézőszám: 35,000 Játékvezető: Klaus Overberg |

| 1974,04,20 15:30 CET | VfB Stuttgart | 1—1    | FC Bayern München      | Neckarstadion Nézőszám: 72,000 Játékvezető: Gerhard Schulenburg |
| 1974,04,20 15:30 CET | Stickel 43'   | Report | Müller 51' Beckenbauer | Neckarstadion Nézőszám: 72,000 Játékvezető: Gerhard Schulenburg |

| 1974,04,27 15:30 CET | FC Bayern München                       | 4—0    | VfL Bochum | Olympiastadion Nézőszám: 18,000 Játékvezető: Jürgen Schumann |
| 1974,04,27 15:30 CET | Roth 4' Müller 17' Hoeneß 37' Zobel 52' | Report |            | Olympiastadion Nézőszám: 18,000 Játékvezető: Jürgen Schumann |

| 1974,05,04 15:30 CET | Hamburger SV | 0—5    | FC Bayern München                                          | Volksparkstadion Nézőszám: 55,000 Játékvezető: Horst Bonacker |
| 1974,05,04 15:30 CET |              | Report | Schwarzenbeck 18' Breitner 31' Zobel 60' Hoeneß 80' (pen.) | Volksparkstadion Nézőszám: 55,000 Játékvezető: Horst Bonacker |

| 1974,05,11 15:30 CET | FC Bayern München | 1—0    | Kickers Offenbach | Olympiastadion Nézőszám: 22,000 Játékvezető: Diedrich Basedow |
| 1974,05,11 15:30 CET | Müller 75'        | Report |                   | Olympiastadion Nézőszám: 22,000 Játékvezető: Diedrich Basedow |

| 1974,05,18 15:30 CET | Borussia Mönchengladbach                         | 5—0    | FC Bayern München | Bökelbergstadion Nézőszám: 34,500 Játékvezető: Ferdinand Biwersi |
| 1974,05,18 15:30 CET | Heynckes 30' Simonsen 34' Bonhof 41' Köstner 71' | Report |                   | Bökelbergstadion Nézőszám: 34,500 Játékvezető: Ferdinand Biwersi |

## DFB-Pokal
| 1973,12,10 14:30 CET | FC Bayern München            | 3—1    | MSV Duisburg        | Olympiastadion Nézőszám: 6,000 Játékvezető: Heinz Nickel |
| 1973,12,10 14:30 CET | Hoeneß 27' Müller 51' (pen.) | Report | Seliger 88' Lehmann | Olympiastadion Nézőszám: 6,000 Játékvezető: Heinz Nickel |

| 1973,12,15 15:30 CET | Werder Bremen | 1—2    | FC Bayern München                        | Weserstadion Nézőszám: 28,000 Játékvezető: Ferdinand Biwersi |
| 1973,12,15 15:30 CET | Görts 48'     | Report | Schwarzenbeck 46' Torstensson 78' Müller | Weserstadion Nézőszám: 28,000 Játékvezető: Ferdinand Biwersi |

| 1974,02,16 15:30 CET | FC Bayern München | 3—2    | Hannover 96                    | Olympiastadion Nézőszám: 10,000 Játékvezető: Gerd Hennig |
| 1974,02,16 15:30 CET | Müller 24'        | Report | Siemensmeyer 75' Kasperski 80' | Olympiastadion Nézőszám: 10,000 Játékvezető: Gerd Hennig |

| 1974,04,13 15:30 CET | Eintracht Frankfurt                                   | 3—2    | FC Bayern München              | Waldstadion Nézőszám: 62,000 Játékvezető: Heinz Aldinger |
| 1974,04,13 15:30 CET | Hölzenbein 49' Grabowski Rohrbach 68' Kalb 90' (pen.) | Report | Hoeneß 60' Breitner 62' (pen.) | Waldstadion Nézőszám: 62,000 Játékvezető: Heinz Aldinger |

## Bajnokcsapatok-Európa-kupája
| 1973,09,19 20:00 CET | FC Bayern München               | 3—1    | Åtvidabergs FF    | Olympiastadion Nézőszám: 28,279 Játékvezető: Josef Placek (csehszlovák) |
| 1973,09,19 20:00 CET | Müller 3' Dürnberger 66' (o.g.) | Report | Olsson 68' (o.g.) | Olympiastadion Nézőszám: 28,279 Játékvezető: Josef Placek (csehszlovák) |

| 1973,10,03 19:30 CET | Åtvidabergs FF               | 3—1    | FC Bayern München | Kopparvallen Nézőszám: 9,251 Játékvezető: John Keith Taylor (angol) |
| 1973,10,03 19:30 CET | Torstensson 7' Wallinder 15' | Report | Hoeneß 60'        | Kopparvallen Nézőszám: 9,251 Játékvezető: John Keith Taylor (angol) |
| 1973,10,03 19:30 CET | Büntetőpárbaj:               |        |                   | Kopparvallen Nézőszám: 9,251 Játékvezető: John Keith Taylor (angol) |
| 1973,10,03 19:30 CET | {{{penalties1}}}             | 3 – 4  | {{{penalties2}}}  | Kopparvallen Nézőszám: 9,251 Játékvezető: John Keith Taylor (angol) |

| 1973,10,24 20:00 CET | FC Bayern München                                                 | 4—3    | Dynamo Dresden         | Olympiastadion Nézőszám: 47,918 Játékvezető: Robert Holley Davidson (skót) |
| 1973,10,24 20:00 CET | Hansen 13' (o.g.) Hoffmann 17' Dürnberger 26' Roth 71' Müller 83' | Report | Sachse 36' Heidler 42' | Olympiastadion Nézőszám: 47,918 Játékvezető: Robert Holley Davidson (skót) |

| 1973,11,07 17:30 CET | Dynamo Dresden                               | 3—3    | FC Bayern München                               | Rudolf-Harbig-Stadion Nézőszám: 35,334 Játékvezető: Robert Wurtz (francia) |
| 1973,11,07 17:30 CET | Wätzlich 42' Schade 54' Häfner 56' Geyer 87' | Report | Hoeneß 10' Müller 60' Hansen 72' Dürnberger 89' | Rudolf-Harbig-Stadion Nézőszám: 35,334 Játékvezető: Robert Wurtz (francia) |

| 1974,03,05 20:00 CET | FC Bayern München                             | 4—1    | CSKA Sofia                                    | Olympiastadion Nézőszám: 70,000 Játékvezető: Sanchez Ibanez (spanyol) |
| 1974,03,05 20:00 CET | Torstensson 8' Beckenbauer 33' 20' Müller 65' | Report | Mihailov 24' Vasilev 66' Kolev 66' Iankov 88′ | Olympiastadion Nézőszám: 70,000 Játékvezető: Sanchez Ibanez (spanyol) |

| 1974,03,20 18:30 CET | CSKA Sofia                                    | 1—2    | FC Bayern München                   | Bulgarian Army Stadium Nézőszám: 70,000 Játékvezető: John Carpenter (ír) |
| 1974,03,20 18:30 CET | Kolev 28' Vasilev 66' Denev 48' Nikodimov 59' | Report | Breitner 30' (pen.) Torstensson 59' | Bulgarian Army Stadium Nézőszám: 70,000 Játékvezető: John Carpenter (ír) |

| 1974,04,10 18:00 CET | Újpesti Dózsa            | 1—1    | FC Bayern München         | Szusza Ferenc Stadion Nézőszám: 78,426 Játékvezető: Sergio Gonella (olasz) |
| 1974,04,10 18:00 CET | Fazekas 18' Harsányi 27' | Report | Torstensson 38' Zobel 30' | Szusza Ferenc Stadion Nézőszám: 78,426 Játékvezető: Sergio Gonella (olasz) |

| 1974,04,24 20:00 CET | FC Bayern München          | 3—0    | Újpesti Dózsa      | Olympiastadion Nézőszám: 72,628 Játékvezető: Pavel Kazakov (szovjet) |
| 1974,04,24 20:00 CET | Torstensson 33' Müller 81' | Report | Horváth 70' (o.g.) | Olympiastadion Nézőszám: 72,628 Játékvezető: Pavel Kazakov (szovjet) |

| 1974,05,15 20:15 CET | FC Bayern München  | 1—1 (h.u.) | Atlético de Madrid    | Heysel stadion Nézőszám: 72,628 Játékvezető: Vital Loraux (belga) |
| 1974,05,15 20:15 CET | Schwarzenbeck 120' | Report     | Aragonés 114' Irureta | Heysel stadion Nézőszám: 72,628 Játékvezető: Vital Loraux (belga) |

| 1974,05,17 20:00 CET | Atlético de Madrid      | 0—4    | FC Bayern München         | Heysel stadion Nézőszám: 23,325 Játékvezető: Alfred Delcourt (belga) |
| 1974,05,17 20:00 CET | Eusebio 51' Benegas 73' | Report | Hoeneß 28' Müller 56' 29' | Heysel stadion Nézőszám: 23,325 Játékvezető: Alfred Delcourt (belga) |